# RDH13
RDH13 (англ. Retinol dehydrogenase 13) – білок, який кодується однойменним геном, розташованим у людей на короткому плечі 19-ї хромосоми. Довжина поліпептидного ланцюга білка становить 331 амінокислот, а молекулярна маса — 35 932.
| 10         |  | 20         |  | 30         |  | 40         |  | 50         |
| ---------- |  | ---------- |  | ---------- |  | ---------- |  | ---------- |
| MSRYLLPLSA |  | LGTVAGAAVL |  | LKDYVTGGAC |  | PSKATIPGKT |  | VIVTGANTGI |
| GKQTALELAR |  | RGGNIILACR |  | DMEKCEAAAK |  | DIRGETLNHH |  | VNARHLDLAS |
| LKSIREFAAK |  | IIEEEERVDI |  | LINNAGVMRC |  | PHWTTEDGFE |  | MQFGVNHLGH |
| FLLTNLLLDK |  | LKASAPSRII |  | NLSSLAHVAG |  | HIDFDDLNWQ |  | TRKYNTKAAY |
| CQSKLAIVLF |  | TKELSRRLQG |  | SGVTVNALHP |  | GVARTELGRH |  | TGIHGSTFSS |
| TTLGPIFWLL |  | VKSPELAAQP |  | STYLAVAEEL |  | ADVSGKYFDG |  | LKQKAPAPEA |
| EDEEVARRLW |  | AESARLVGLE |  | APSVREQPLP |  | R          |  |            |

A: Аланін

C: Цистеїн

D: Аспарагінова кислота

E: Глутамінова кислота

F: Фенілаланін

G: Гліцин

H: Гістидин

I: Ізолейцин

K: Лізин

L: Лейцин

M: Метіонін

N: Аспарагін

P: Пролін

Q: Глутамін

R: Аргінін

S: Серин

T: Треонін

V: Валін

W: Триптофан

Кодований геном білок за функціями належить до оксидоредуктаз, фосфопротеїнів. 
Задіяний у таких біологічних процесах, як ацетилювання, альтернативний сплайсинг. 
Білок має сайт для зв'язування з НАДФ. 